# Rhomboarctus duplicicaudatus
Rhomboarctus duplicicaudatus is een soort in de taxonomische indeling van de beerdiertjes (Tardigrada). 
Het diertje behoort tot het geslacht Rhomboarctus en behoort tot de familie Halechiniscidae. De wetenschappelijke naam van de soort werd voor het eerst geldig gepubliceerd in 2003 door Hansen, Gallo-D'Addabbo & de Zio.